# Juan de Mendoza y Luna
Juan de Mendoza y Luna, III Marquês de Montesclaros (Guadalajara, Espanha, janeiro de 1571 - Madrid, 9 de outubro de 1628) foi um nobre espanhol, homem de letras, e o décimo vice-rei da Nova Espanha. Governou de 27 de outubro de 1603 a 2 de julho de 1607. Posteriormente, foi vice-rei do Peru, de 21 de dezembro de 1607 a 18 de dezembro de 1615.
Depois de retornar à Espanha, tornou-se conselheiro do rei e um alto funcionário do Tribunal de Justiça.

## Juventude e início de carreira
Juan de Mendoza y Luna era filho do segundo Marquês de Montesclaros. Seu pai morreu antes de seu nascimento, e ele foi criado pela mãe, Isabel Manrique de Padilla.
Serviu com distinção no exército do Duque de Alba, na campanha de Portugal, como o capitão dos lanceiros. Pelo seu serviço, foi condecorado com a Ordem de Santiago, em 1591. Mais tarde, foi governador de Sevilha, onde teve seu primeiro contato com o mundo das Índias. Em 19 de maio de 1603 a Coroa nomeou-o vice-Rei da Nova Espanha.

## Vice-Rei da Nova Espanha
Ele entrou formalmente na Cidade do México em 26 de outubro de 1603, acompanhado por sua esposa, Ana de Mendoza, e assumiu as rédeas do governo. Imediatamente acusou o seu antecessor, Gaspar de Zúñiga, de custos excessivos e abuso de autoridade.
Em agosto de 1604 houve uma grande enchente na Cidade do México. Inicialmente, o vice-rei sugeriu a mudança da capital para as colinas próximas de Tacubaya, mas isso foi considerado muito caro. Ele decidiu então terminar a obra de drenagem do canal Huehuetoca, mas era necessário muitos anos e o trabalho de 15.000 índios para ser concluída. Enquanto isso, ele consertou os diques construídos sob o vice-reinado de Luís de Velasco, ao mesmo tempo, pavimentou as ruas de San Antonio Abad, Chapultepec, San Cristóbal e Guadalupe. No entanto, parte da cidade ficou submersa por um ano.
Mendoza y Luna também construiu um aqueduto em arcos de pedra que carregasse a água das nascentes de Chapultepec até o centro da cidade. Limpou os canais de água e várias ruas pavimentadas com paralelepípedos.
Aumentou as restrições sobre os índios de retornar à sua terra para viver.

## Fim da carreira
Em 20 de novembro de 1606, Mendoza y Luna foi nomeado vice-rei do Peru, com instruções para permanecer na Nova Espanha até a chegada de seu sucessor. O novo vice-rei, Luís de Velasco, chegou em julho do ano seguinte e Mendoza partiu de Acapulco para Lima no mesmo mês.
Serviu como vice-rei do Peru até 1615. Durante seu governo, em Lima, foi construída a famosa Puente de Piedra e a Alameda de los Descalzos. Ele retornou à Espanha no ano seguinte, e serviu como conselheiro de Estado e de guerra. Posteriormente, foi presidente do Conselho da Fazenda (Tesouro), e também do Conselho de Aragão. Em 1621, Filipe IV de Espanha o nomeou um grande da Espanha.
Morreu em Madrid em 1628 aos 57 anos.